# 지장보살
지장보살(地藏菩薩, 산스크리트어: क्षितिगर्भ 크시티가르바)은 불교의 주요 보살 중 하나로, “단 한 명의 중생이라도 깨달음을 이루지 아니하면 나는 성불하지 않길 원하옵니다.”라는 큰 대원을 세운 보살이다. 그래서 『예불문』에서는 "대원본존 지장보살마하살"이라고 한다.
지장보살은 석가모니의 부촉(부탁)으로, 도리천(忉利天)에서 매일 아침 선정(禪定)에 들어 중생의 근기(불법을 받아들일 수 있는 능력)를 관찰한 다음, 미륵불이 출현할 때까지 천상에서 지옥까지의 일체중생을 교화하는 대자대비의 보살이다. 관련 경전은 『지장보살본원경(地藏菩薩本願經)』, 『지장십륜경(地藏十輪經)』, 『점찰선악업보경(占察善惡業報經)』이 있다. 『지장십륜경(地藏十輪經)』 서품에 있는 츰부다라니로 하는 염송 수행이 또한 유명하다.
관세음보살, 문수보살, 보현보살과 함께 불교의 4대 보살이라고 일컫기도 하고, 천장보살, 지지보살과 함께 삼장보살의 하나이기도 하다. 
지장보살은 아미타불과 함께 불교적 사후관을 대표한다. 아미타불이 일반적인 중생을 자신의 세계인 극락으로 환생시켜 데리고 간다면, 지장보살은 지옥에 있는 무리들까지도 극락세계로 안내하는 보살이다.

## 겉모습
원래 지장보살은 천관을 쓰고 가사를 입었다고 한다. 그리고 손에는 연꽃이나 보주를 들고, 시무외인이라는 수인을 짓고 있었다고 한다. 한국에서는 석장을 짚고 있는 모습으로 불상을 만들거나 탱화를 그리는데, 이것은 『연명지장경(延命地藏經)』이라는 불경에 근거를 둔 것이라고 한다.
지장보살의 머리 모습은 크게 2가지이다. 승려처럼 민머리인 성문상(聲聞像)의 모습과 두건을 쓰고 있는 피건상(被巾像)의 모습을 하고 있다. 이는 『지장보살의궤』 또는 『지장의궤』라는 책에 '지장보살은 성문의 모습으로 왼쪽 어깨를 가사로 덮고 있다.'라거나, '비구(남자 승려) 형상으로 왼손에는 보주를 오른손에는 석장을 쥐고, 1000개의 꽃필을 가진 연꽃 위에 앉아 있다.'라는 모습을 따른 것이라고 한다.

## 지장삼존

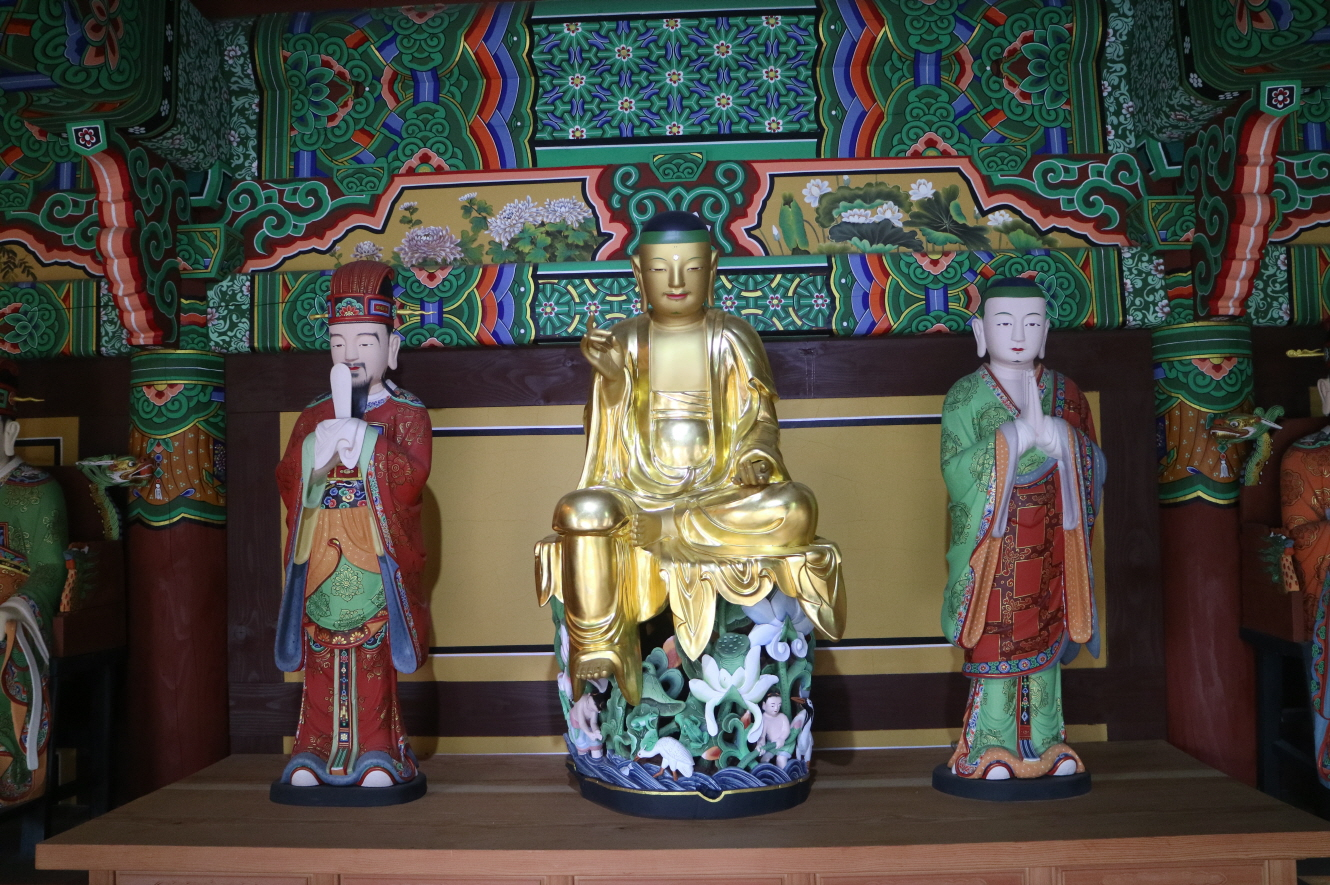
보물 제2011호 전라남도 목포시 달성사 목조지장보살삼존상. 중앙이 지장보살, 왼쪽의 신하모습이 무독귀왕, 오른쪽의 승려모습이 도명존자.

사찰에서 지장보살 불상이나 탱화를 보면, 지장보살 양 옆에 있는 왕과 승려의 모습이 눈에 띈다. 지장보살을 마주본 상태에서, 왼쪽에는 무독귀왕이 있고, 오른쪽에는 도명존자가 있는데, 이를 지장보살과 합쳐서 지장삼존이라고 한다. 불상으로 만들면 지장보살삼존상 또는 지장삼존상, 탱화로 그리면 지장보살삼존도 또는 지장삼존도라고 한다.

### 도명존자
중국 영험 설화인 『환혼기(還魂記)』에 따르면 도명존자는 중국 당나라 양주 개원사의 승려였다고 한다. 778년에 개원사의 도명은 사자를 따라서 염라대왕을 만났는데, 용흥사의 승려 도명을 데려와야 하는 것을 잘못 데려온 것이라고 한다. 그곳에서 한 승려를 만났는데, 그 승려가 바로 지장보살이었다고 한다.

### 무독귀왕
『지장보살본원경(地藏菩薩本願經)』을 보면, 한 바라문의 딸이 어머니를 찾아 지옥에 오게 된다. 그때 무독귀왕이 지옥의 모습을 딸에게 보여줬다고한다. 이 딸이 지장보살의 전생이라고 한다.

## 지장보살의 전생
지장보살의 전생은 『지장보살본원경(地藏菩薩本願經)』에 나온 내용을 근거로 한다. 수억 겁 전 전생에서, 몸을 바꾸어 태어날 때마다 거듭 4번이나 큰 서원을 세웠다고 한다.

### 첫번째 서원: 장자의 아들
과거 무량억겁 전에 지장보살은 한 장자의 아들이었다고 한다. 이때, 사자분신구족만행여래라는 부처를 만나고, '미래세가 다하도록 무량겁 동안 고통을 받는 육도중생을 갖가지 방편으로 다 해탈시킨 후에 저 자신도 불도를 이루리라’라는 대원을 세웠다고 한다. 그래서 아직까지도 부처로 성불하지 않고, 보살로 남아있다고 한다.

### 두번째 서원: 바라문의 딸
아승지겁 전에 지장보살은 한 바라문의 딸로 태어났다고 한다. 이 딸의 어머니는 사도(邪道)를 믿고 삼보(불법승)를 업신여겨서, 무간지옥에 떨어졌다고 한다. 이때, 각화정자재왕여래라는 부처의 탑과 존상 앞에서 “바라옵건대 저는 미래겁이 다하도록 죄고가 있는 중생이 있으면 마땅히 널리 방편을 베풀어서 해탈시키겠나이다”라는 세원을 세웠다고 한다.

### 세번째 서원: 왕
오랜 겁 전에 일체지성취여래라는 부처가 있었는데, 아직 이 부처가 출가하기 전의 일이라고 한다. 이때 작은 나라의 왕이 있었는데, 이 왕이 전생의 지장보살이였다고 한다. 이웃나라의 백성이 와서 나쁜 짓을 하자, “만약 이 죄 많은 중생들을 먼저 제도하여 안락하게 하고 보리를 이루지 못하게 하면 나는 끝내 부처가 되기를 바라지 않노라”라고 서원을 세웠다고 한다.

### 네번째 서원: 광목이라는 여인
아승지겁 전에 청정연화목여래라는 부처가 있었다고 한다. 이때 한 나한이 광목이라는 여인을 만났다고 한다. 이 광목이 전생의 지장보살이었다고 한다. 광목은 어머니가 지옥에서 벗어나서 영영 삼악도를 거치지 않게 해준다면, 자신이 백천만억 겁 동안 모든 중생을 구원하겠다고 했다. 그리고 모든 중생 지옥, 아귀, 축생의 몸을 여의게 하며, 이 무리들을 더 성불시키고 난 후에 정각(正覺)을 이루겠다고 대원을 세웠다고 한다.

## 지장보살 사바세계 23원
1. 생명을 죽이는 사람을 만나면, 전생의 재앙으로 일찍 죽는 과보를 받게 된다고 말해주리라.
2. 도둑질하는 사람을 만나면, 가난하여 고초를 받는 과보를 받게 된다고 말해주리라.
3. 사음(자기 남편이나 아내가 아닌 사람과 행하는 음행)하는 사람을 만나면, 참새나 비둘기, 원앙새가 되는 과보를 받게 된다고 말해주리라.
4. 거칠고 사납게 말을 하는 사람을 만나면, 가족과 서로 싸우는 과보를 받게 된다고 말해주리라.
5. 사람들에게 훼방놓는 사람을 만나면, 혀가 없거나 입에 종기가 나는 과보를 받게 된다고 말해주리라.
6. 화를 잘 내는 사람을 만나면, 얼굴이 더럽고 찌그러지는 과보를 받게 된다고 말해주리라.
7. 인색하고 욕심이 많은 사람을 만나면, 구하는 바가 뜻대로 되지 않는 과보를 받게 된다고 말해주리라.
8. 음식을 함부로 버리고 귀하게 여기지 않는 사람을 만나면, 배고프고 목마르며 목병이 생기는 과보를 받게 된다고 말해주리라.
9. 사냥이나 낚시를 즐기는 사람을 만나면, 놀라고 미쳐서 목숨을 잃는 과보를 받게 된다고 말해주리라.
10. 부모의 뜻을 어기고 행패를 부리는 사람을 만나면, 천재지변으로 죽는 과보를 받게 된다고 말해주리라.
11. 산이나 숲에 불을 지르는 사람을 만나면, 미쳐서 헤매다가 죽는 과보를 받게 된다고 말해주리라.
12. 부모에게 악독하게 하는 사람을 만나면, 다음 생에 위치를 바꾸어 태어나서 매 맞는 과보를 받게 된다고 말해주리라.
13. 그물로 날짐승을 잡는 사람을 만나면, 가족 간에 생이별하는 과보를 받게 된다고 말해주리라.
14. 삼보(불법승)를 헐뜯거나 비방하는 사람을 만나면, 눈멀고 귀먹고 벙어리 되는 과보를 받게 된다고 말해주리라.
15. 부처님의 가르침을 따르지 않고 업신여기는 사람을 만나면, 삼악도에 떨어져서 오래도록 고통을 받는 과보를 받게 된다고 말해주리라.
16. 절 재산을 함부로 쓰는 사람을 만나면, 억겁동안 지옥에 떨어지는 과보를 받게 된다고 말해주리라.
17. 청정한 범행(梵行)을 더럽히고 스님들을 속이면, 영원히 축생이 되는 과보를 받게 된다고 말해주리라.
18. 끓는 물, 불, 흉기로 생명을 다치게 하는 사람을 만나면, 윤회하면서 서로 되갚게 되는 과보를 받게 된다고 말해주리라.
19. 파계하고 재(齋)를 범하는 사람을 만나면, 새나 짐승이 되어 굶주리는 과보를 받게 된다고 말해주리라.
20. 재물을 함부로 쓰는 사람을 만나면, 구하는 바를 구하지 못하고 궁핍해지는 과보를 받게 된다고 말해주리라.
21. 잘난 체하고 남을 업신여기는 사람을 만나면, 미천한 종이 되는 과보를 받게 된다고 말해주리라.
22. 이간질하여 싸움을 붙이는 사람을 만나면, 혀가 없거나 백 개나 되는 과보를 받게 된다고 말해주리라.
23. 바르지 못한 소견이 있는 사람을 만나면, 변방에 태어나는 과보를 받게 된다고 말해주리라.

## 김지장(金地藏)
남북국시대 통일신라의 왕자 출신으로 695년(효소왕 4년)에 태어나서, 794년(원성왕 10년)에 입적하였다. 한국에서는 김교각이라는 이름으로 알려져 있는데, 성은 김씨(金氏)가 맞지만, 법호가 교각(喬覺)이어서 실제이름은 교각이 아니다. 중국 『구화산화성사기(九華山化城寺記)』에는, 8세기 초에  지장(地臟)이라는 승려가 있었는데, 그가 신라왕자라는 기록이 남아있다.
중국 현지 가이드의 설명에 따르면, 김지장은 중국 현지에서 '인간 세상에 내려온 지장보살', '지장보살의 현신'이라 해서 지장왕보살로 추앙받고 있다고 한다. 그리고 사후 3년 뒤에 항아리에 넣어 둔 시신을 살펴보니, 전혀 부패하지 않았고 관절에서 쇠소리가 났다고 한다. 불경의 '보살의 골격에는 쇠소리가 난다.'는 기록에 따라서 지장보살이라고 믿게 되었다고 한다. 현재 그의 시신은 금을 입혀, 등신불로 만들어져 있다고 한다.

## 지장보살 진언
다음은 지장경에 있는 지장보살 진언이다.

### 지장보살 이익일체중생진언
『옴 암마타 암마니 구필구필 사만다 사바하』

### 지장보살 멸정업진언
『옴 바라 마니다니 사바하』

### 지장보살 츰부다라니
『츰부츰부 츰츰부 아가서츰부 바결람츰부 암벌람츰부 비러츰부 발절람츰부 아루가츰부 담뭐츰부 살더뭐츰부 살더일허뭐츰부 비바루가찰붜츰부 우버섬뭐츰부 내여나츰부 발랄여삼무지랄나츰부 찰나츰부 비실바리여츰부 셔살더랄바츰부 비어자수재 맘히리 담미 섬미 잡결랍시 잡결랍미 스리 치리 시리 결랄붜 붤러 발랄디 히리 벌랄비 붤랄저러니 달니 헐랄달니 붜러 져져져져 히리 미리 이결타 탑기 탑규루 탈리 탈리 미리 뭐대더대 구리 미리 앙규즈더비 얼리 기리 붜러기리 규차섬뮈리 징기 둔기 둔규리 후루 후루 후루 규루술 두미리 미리디 미리대 뷘자더 허러 히리 후루 후루루』

## 동아시아에서의 지장보살

### 중국
중국의 지장보살에 대한 신앙은 지장삼부경이라 불리는 대승대집지장십륜경(大乘大集地藏十輪經), 지장보살본원경(地藏菩薩本願經), 점찰선악업보경(占察善惡業報經)이 한역되면서 당대이후에는 민간에 널리 퍼지게 되었다. 대승대집지장십윤경은 서기 661년 당나라 현장이 한역했는데, 지장보살의 구제자로서의 역할을 강조하며 참회를 통한 죄업 소멸을 설명했다. 지장보살본원경은 7세기경 실차난타가 한역했는데, 지장보살의 공덕과 육도중생을 모두 구제하고자 하는 지장보살의 서원을 설명했다. 점찰선악업보경은 수대에 결집된 것으로 삼세 선악의 과보를 점찰하는 것과 참회법에 대해 설명하고 있다. 사천이나 돈황 지역을 중심으로 유행했다.
이밖에 《염라왕수기사중역수생칠왕생정토경》이나 《지장보살발심인연시왕경》(地蔵菩薩発心因縁十王経) 등의 경에서는 도교의 시왕사상과 결합해 지장보살이 염라대왕 또는 시왕의 한 사람으로써 간주되는 신앙이 널리 퍼졌다. 염라대왕은 지장보살로써 사람들의 모습을 세세히 지켜보고 있기에 죽는 자를 면밀하게 재판한다고 알려졌고 태산왕(泰山王)와 함께 시왕의 중심 인물에 속한다. 때문에 중국에서는 지장왕보살(地藏王菩薩)이라 불리며, 주로 사후의 지옥으로부터의 구제를 발원해 명계의 교주로써 신앙을 모았다. 일본의 가나가와현(神奈川県) 요코하마시(横浜市) 중구에도 죽은 자의 영안(永眠)을 제사지내는 지장왕묘(地藏王廟)가 현지 화교들에 의해 세워졌다.
명(明) 왕조의 민간설화를 집대성한 《서유기》(西遊記)에도 명계를 주관하는 지장왕보살이 손오공(孫悟空)의 난폭함을 지옥에서 하늘의 옥황대제(玉皇大帝)에게 아뢰는 장면이 묘사되어 있다.
지장왕보살의 성지는 안후이성(安徽省)에 있는 구화산(九華山)이다. 이곳에는 신라의 지장이라 불리는 승려(696년 - 794년, 속명 김교각金喬覚으로 속세의 이름과 법명을 이어 김화상金和尚 또는 김지장金地蔵이라고도 부름)가, 이 곳의 화성사(化城寺)에 머물렀던 데서 연유한다. 99세로 이곳에서 입적한 그는 3년 뒤 관을 열어 그 시신을 탑에 안치하였고, 그 얼굴이 생전의 용모와 전혀 달라진 것이 없었으므로 지장을 지장왕보살과 동일시하는 신앙이 생겨났고, 이 탑이 세워진 땅이 그대로 지장왕보살의 성지가 되었던 것이다. 이러한 고사로 문수보살(文殊菩薩)의 성지 오대산(五臺山), 보현보살(普賢菩薩)의 성지 아미산(峨眉山), 관음보살(觀音菩薩)의 성지 보타산(普陀山)와 함께 중국 불교의 성지(중국 4대 성지)로써, 오늘날까지 전해지고 있다.

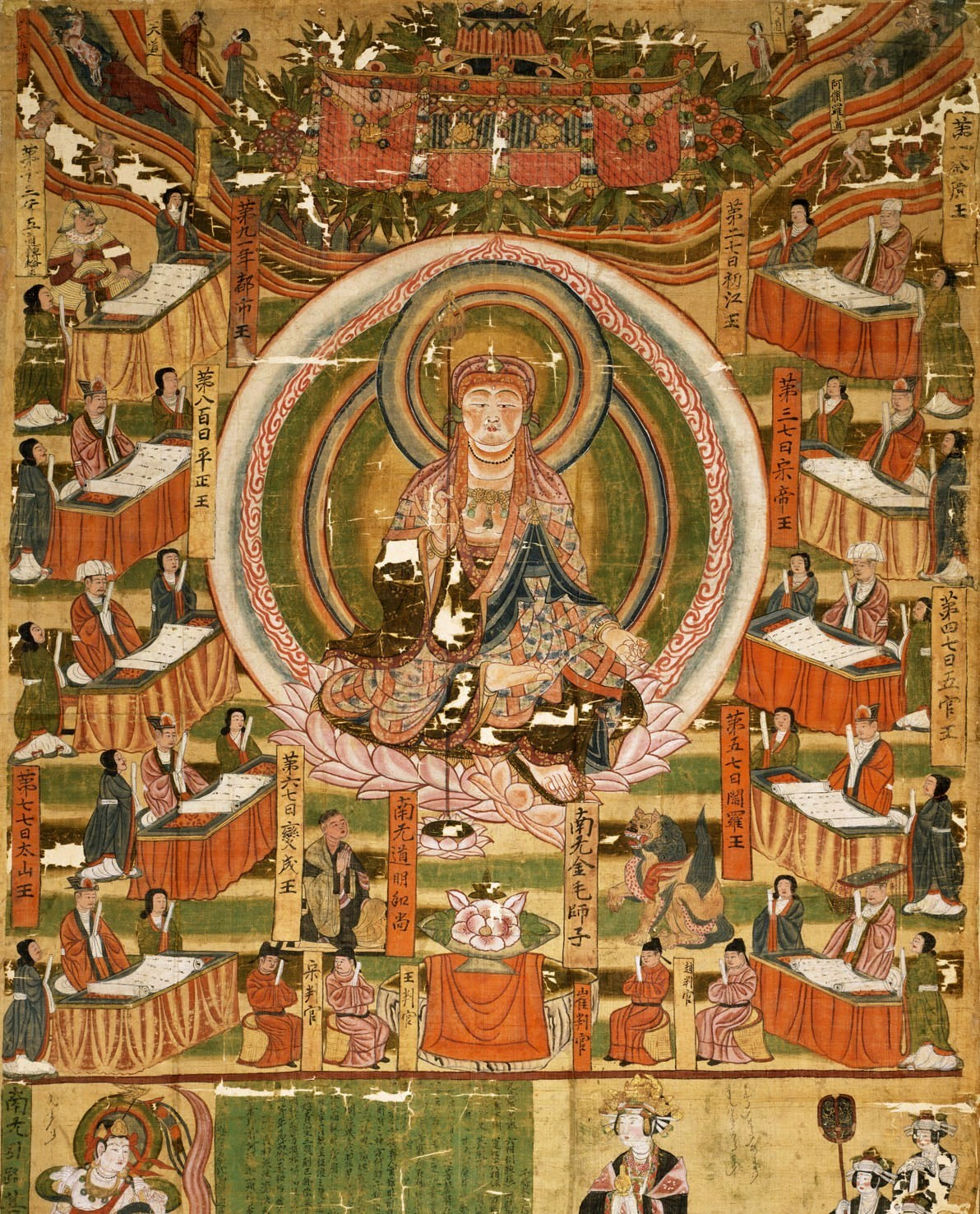
10세기 중국 둔황에 그려진 지장보살시왕도. 프랑스 파리 기메 박물관(Musée Guimet) 소장.
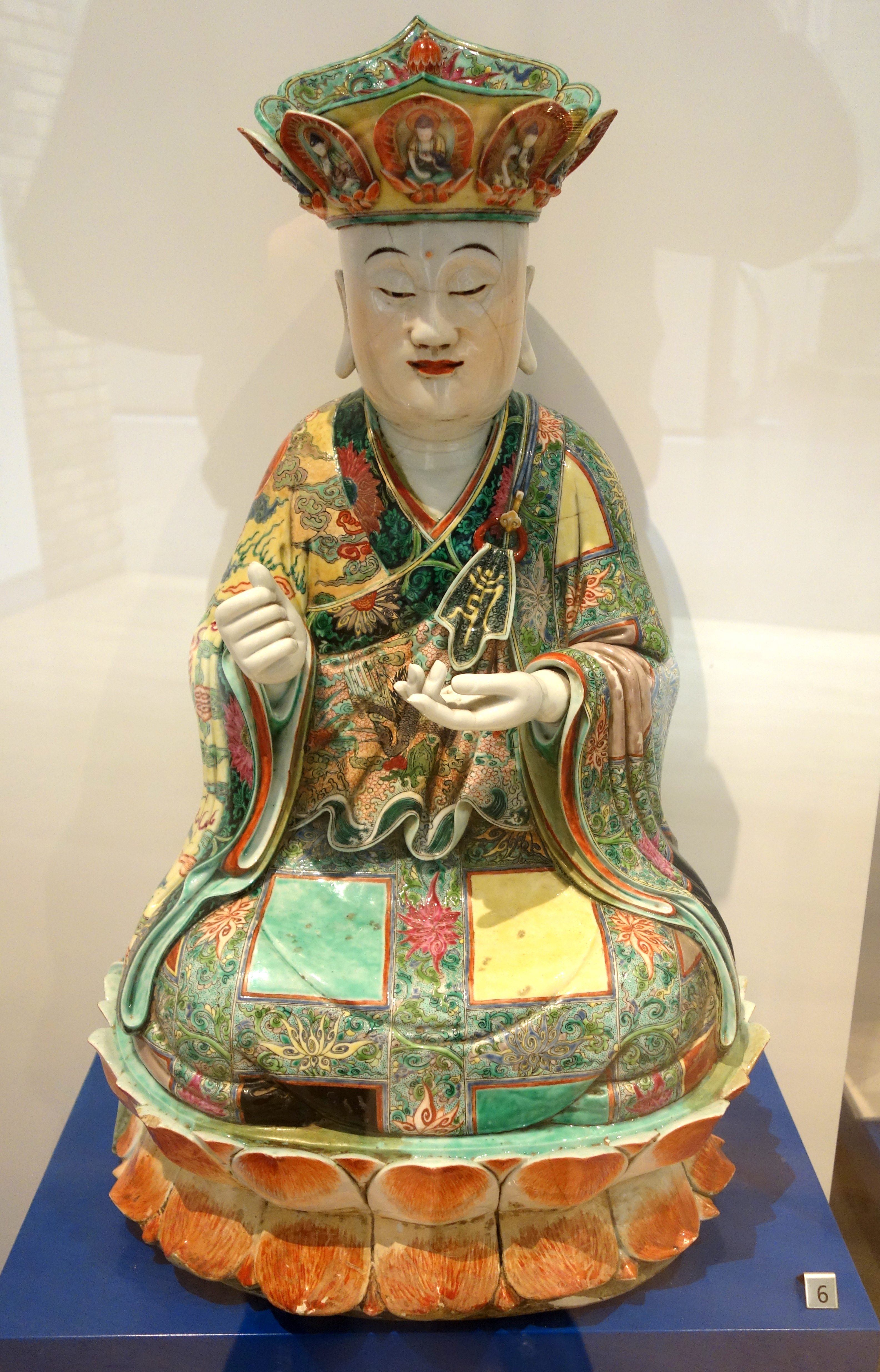
18세기 중국 청나라 지장보살 도자기. 캐나다 로열 온타리오 박물관(Royal Ontario Museum) 소장.

### 한국
신라의 왕자 출신으로 중국으로 건너가 출가해 승려가 되고 사후 구화산의 지장보살로서 모셔진 김교각이 유명하다.
후기에는 율사(律師) 진표(眞表)가 미륵과 지장보살을 주존으로 하는 법상종을 성립하였고 이는 고려 전기까지 유행하였다. 태조 왕건은 개경에 10찰을 지었는데 이 가운데 지장사가 포함되어 있다.
고려 후기에는 기존 참회수행(懺悔修行)에서 지옥 구제와 내세의 극락 왕생으로 신앙의 중심이 변화하였다. 조선 전기에는 아미타, 관음, 지장으로 구성된 아미타삼존이 성행했다.
임진왜란 이후 대부분 사찰에 지장보살을 모신 하나의 독립 전각으로 명부전(冥府殿)이 세워지고 지장보살은 명부전의 주존으로 확립된다. 명부전에는 지장보살과 함께 무독귀왕, 도명존자의 삼존과 시왕(十王), 판관, 사자상 등 20여 구의 존상이 배치되어 지옥 세계의 심판 장면을 표현한다.

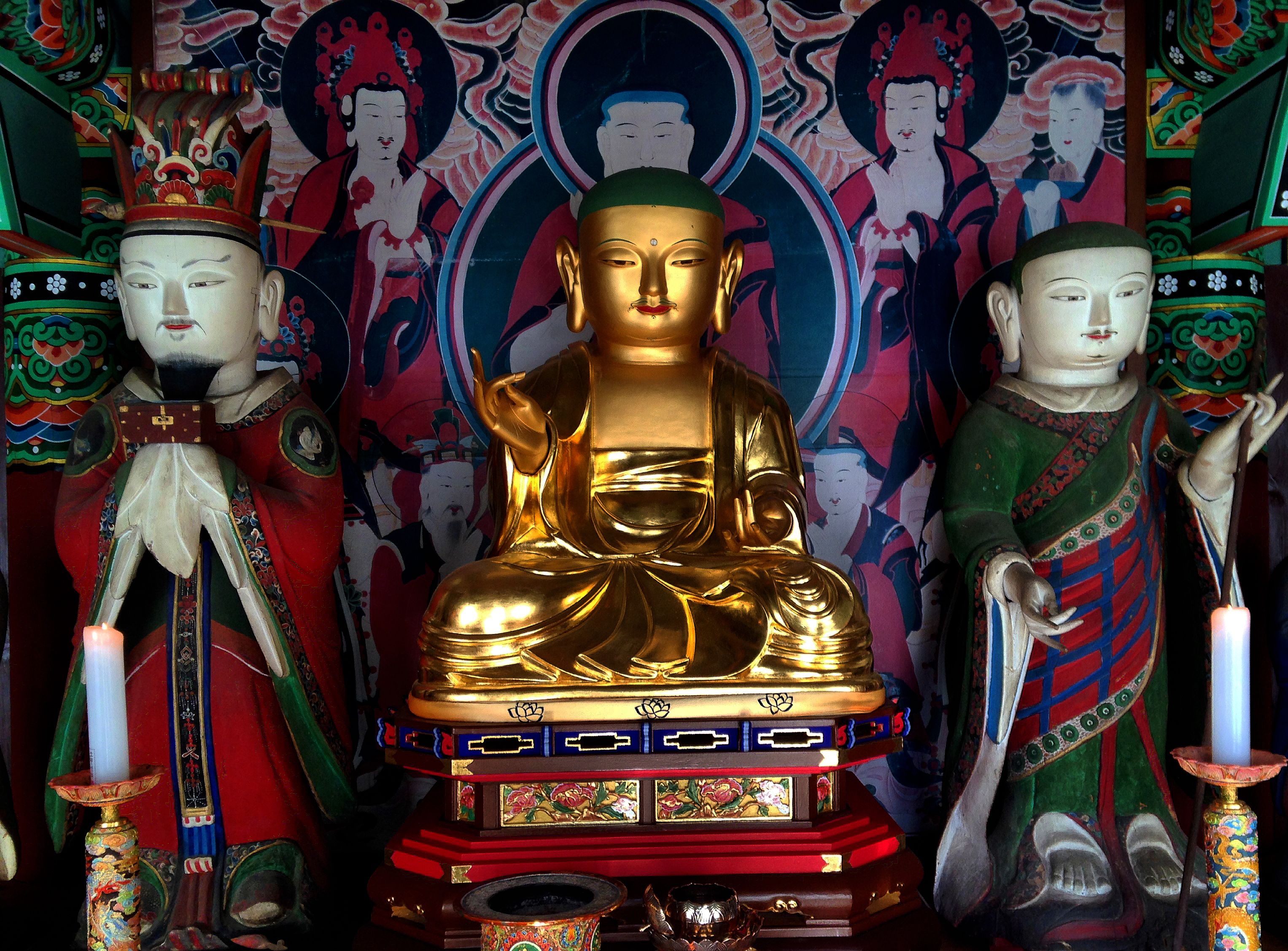
대한민국 보물 제1689호 경상남도 진주시 청곡사 목조지장보살삼존상
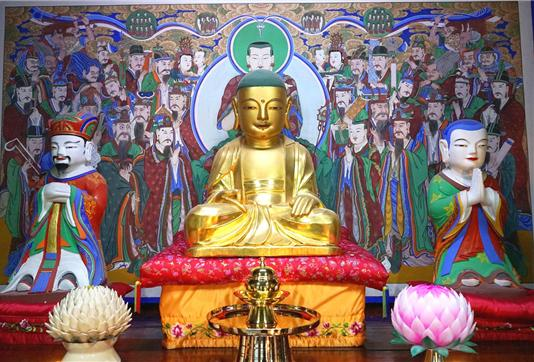
서울특별시 유형문화재 제415호 흥천사 명부전 석조지장삼존상
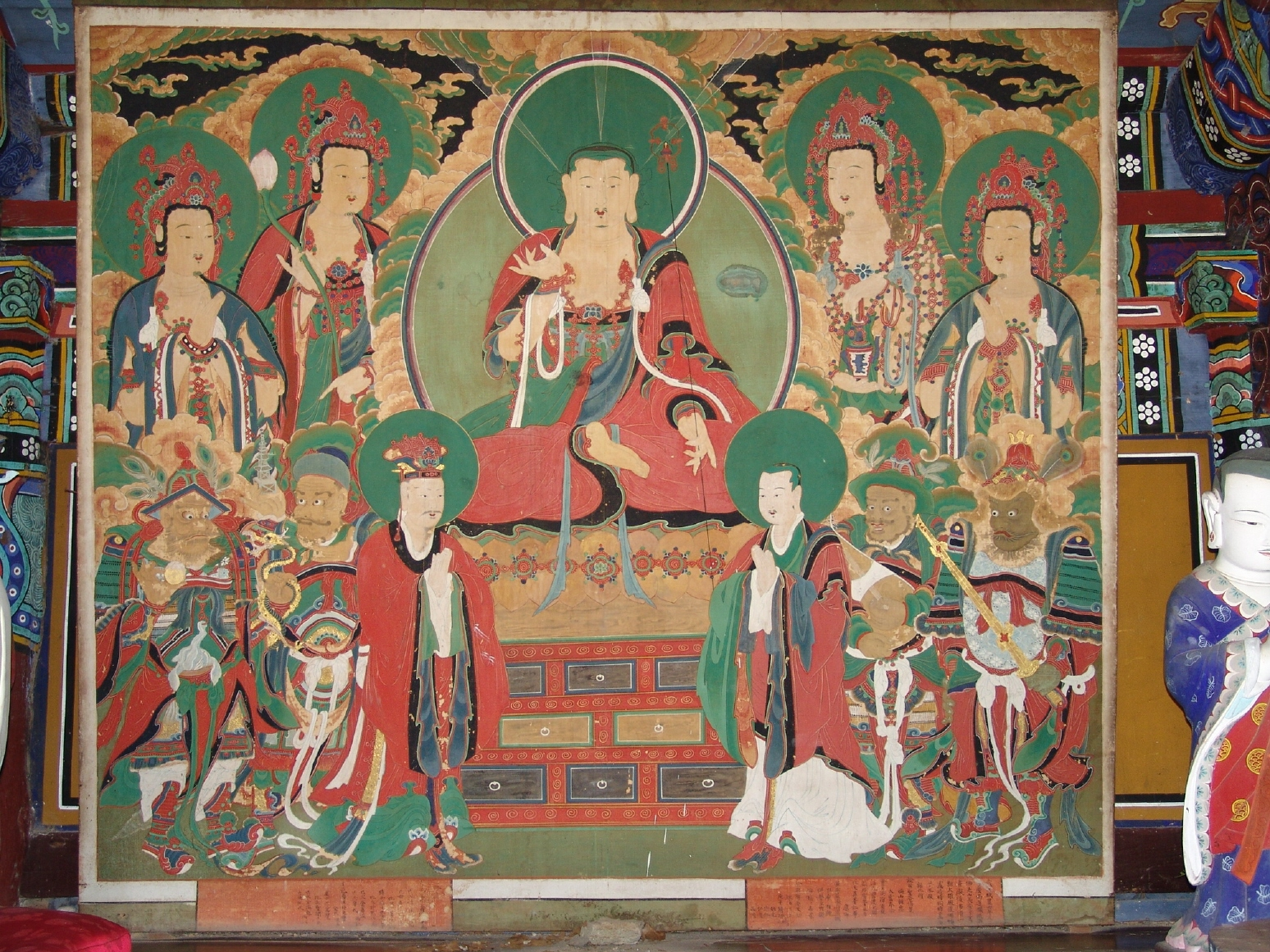
부산광역시 유형문화재 제89호 장안사 명부전 지장보살도
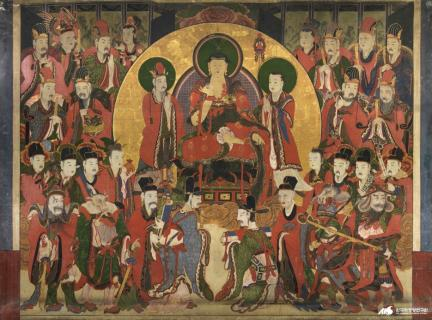
서울특별시 유형문화재 제100호 보문사 지장시왕도
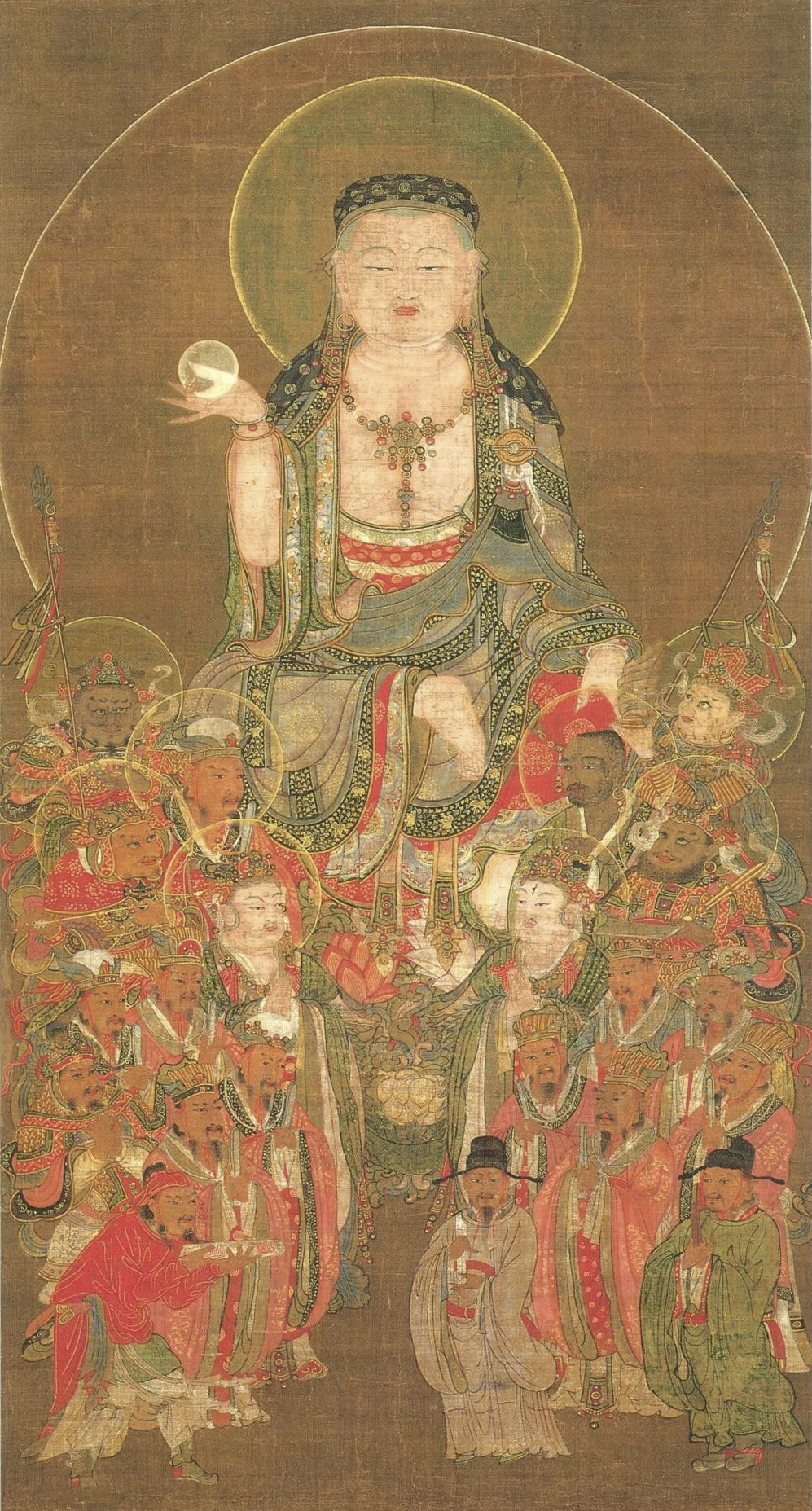
고려 후기 지장시왕도. 일본 도쿄 세이카도 분코 미술관 소장.
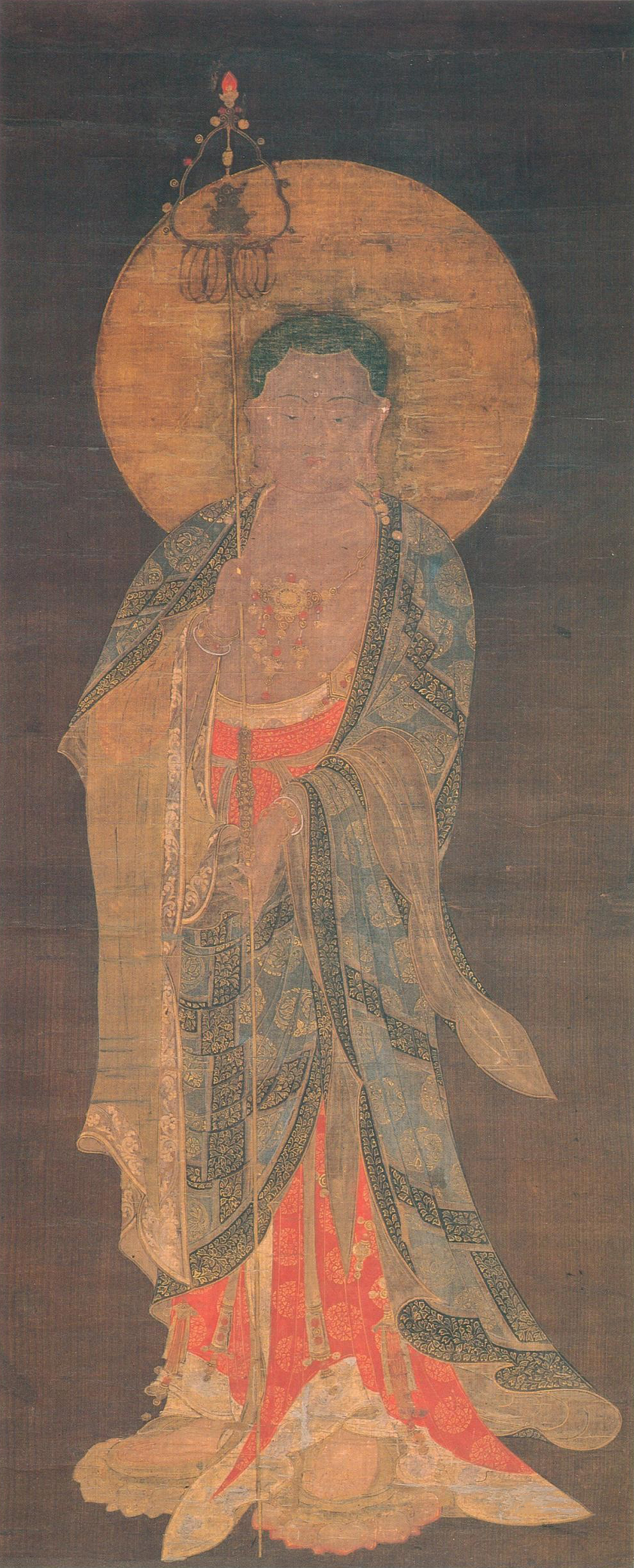
고려 지장보살도. 일본 후쿠오카 소장.
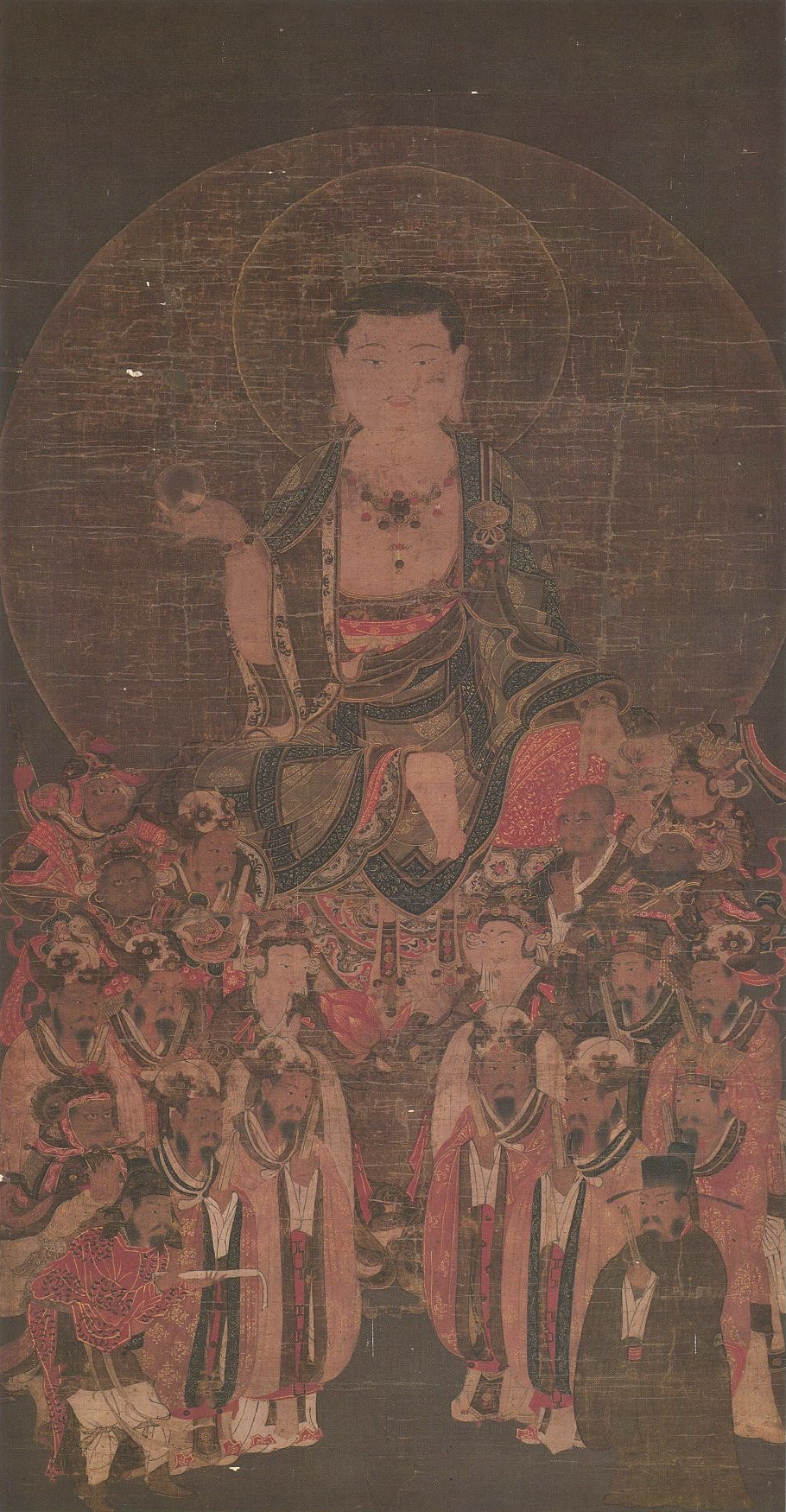
고려 후기 지장시왕도. 일본 오카야마현 카사오카시 니코지 소장.

### 일본
일본에서는 정토 신앙이 보급된 헤이안 시대 이후, 극락왕생을 염원하지 않는 중생은 반드시 지옥에 떨어질 것이라는 믿음이 강해졌고, 지장에 대해서도 지옥에 떨어지는 고난으로부터 구제를 바라는 신앙이 늘어났다.
지장의 형상은 출가한 승려의 모습이 대부분이고, 지옥・아귀・수라 등 육도(六道)를 돌며 중생이 지옥에서 겪는 고난을 대신 함께 짊어지면서 설법을 하는 대속(代贖)의 보살로써 묘사된다. 어린 아이들의 수호 본존으로써 「자안지장(子安地蔵)」이라 불리며 아이를 안고 있거나 사미승의 모습을 한 보살상도 많다.
삼도천 강가에서 지옥 나졸들에게 괴롭힘받는 아이들을 지장보살이 지키는 모습은 중세부터 불교 가요「서원하원지장화찬」(西院河原地蔵和讃)를 통해서 널리 알려지고 있으며, 어린 아이나 갓난아기의 공양을 위한 지장신앙이 생겨났다. 일본 간사이(関西)에는 지조본(地蔵盆)이 아이의 축제로써 여겨진다.
또한 도조신(道祖神)과 습합해 일본 전국의 길가에는 지장보살의 석상이 많이 세워져 있다.

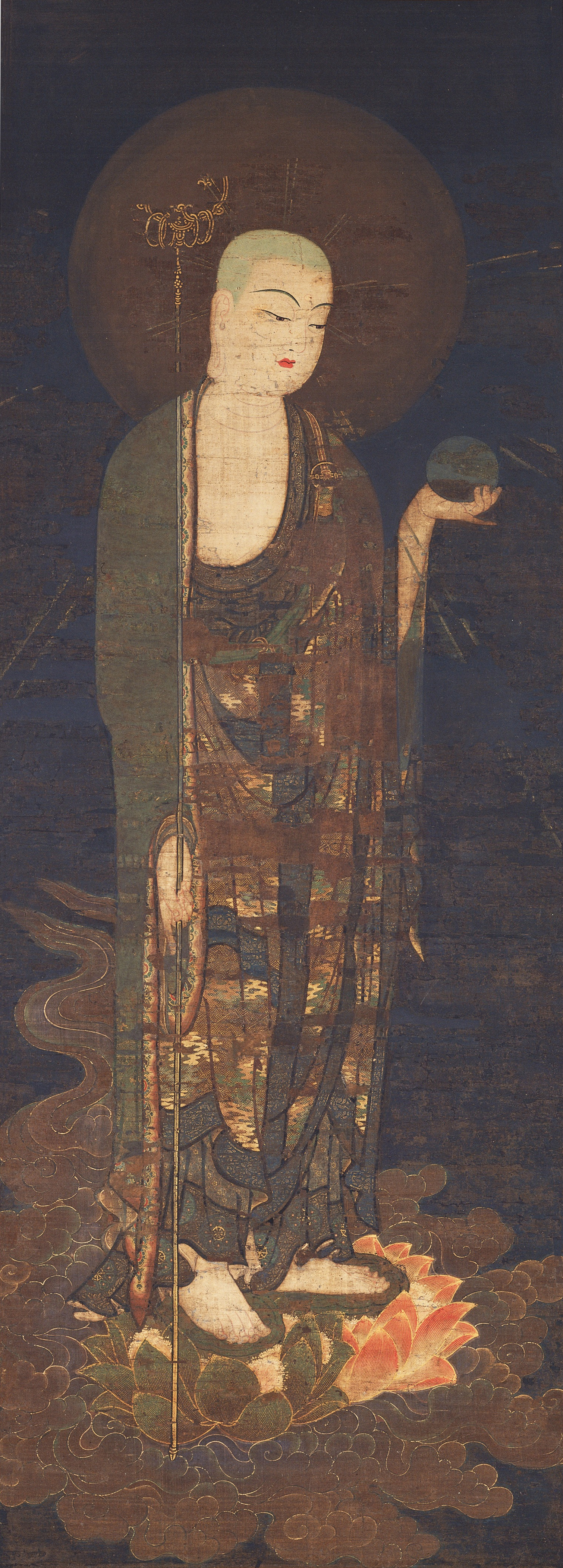
일본 가마쿠라 막부시대 지장보살도. 일본 나라현 나라 국립 박물관(Nara National Museum) 소장..

## 같이 보기
- 지장보살도
- 지장삼존도
- 지장시왕도